# 오르카다스 기지
오르카다스 기지(스페인어: Base Orcadas 바세 오르카다스[*])는 남극 대륙 사우스오크니 제도의 로리섬 (Laurie Island)에 위치한 아르헨티나의 과학기지이다. 고도 4m, 연안으로부터 170m 떨어진 지점에 위치해 있는, 현재까지 운영되는 남극 대륙의 과학기지 가운데 가장 오래된 역사를 자랑하는 곳이다.
1903년 스코틀랜드 국가 남극 탐험대가 처음 지었으며 1904년 아르헨티나 정부로 소유권이 이전되었다. 남극 대륙 최초의 영구 상주기지로서, 아르헨티나가 영유권을 주장하는 아르헨티나령 남극에 설치된 6대 과학기지 가운데 하나로 남았다. 첫 건설 이래 40년 동안 사우스오크니 제도의 유일 기지로 남아 있었으며, 1927년에는 남극 대륙 최초의 무선 전신장비도 보유하였다. 다만 1946년 같은 섬에 영국이 하절기에 운영되는 소규모 기지인 케이프 게드스 기지 (Cape Geddes Station)을 건설하였고, 이듬해 1947년 시그니섬에 시그니 연구기지를 설립, 대체하면서 유일 기지는 아니게 되었다.
오르카다스 기지에서 가장 가까운 아르헨티나 항구는 우수아이아로, 두 곳 사이의 거리는 1,502km에 달한다. 기지 건물은 총 11개에 달하며, 하절기에는 최대 65명, 동절기에는 평균 17명을 수용할 수 있다. 오르카다스 종합 남극연구소 (Laboratorio Antártico Mutidisciplinario en Base Orcadas, LABORC)의 주도로 연구활동을 진행하고 있으며, 1903년 기상관측을 시작으로 대륙빙하학, 지진학, 해빙대 빙하학 등 4가지 분야에 대한 연구를 중점적으로 실시하고 있다.
오르카다스 기지의 통신탑에는 데스타카멘토 등대(Destacamento Lighthouse)가 있으며 아르헨티나 해군이 관리하고 있다.

## 역사

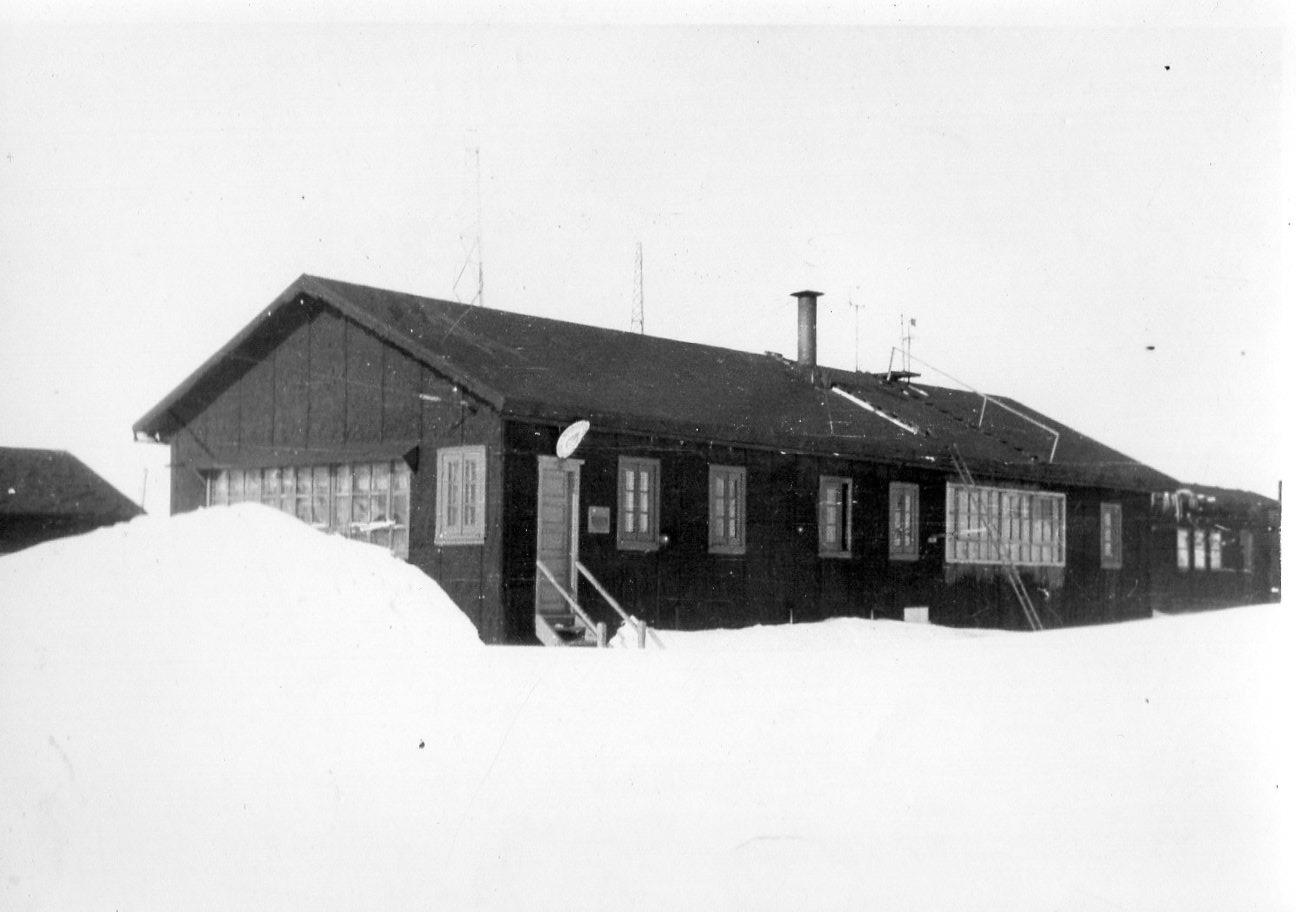
오르카다스 기지 (1927년)

1903년 영국 탐험가 윌리엄 스페이어스 브루스 박사가 이끄는 스코틀랜드 국립 남극 탐험대가 로리섬에 상륙해 '오몬드 하우스' (Omond House)라는 기상관측 기지를 건설하였다. 그러나 복귀 전 탐험선이 얼음에 갇혀 항해가 불가능해지면서 기지에 머물며 겨울을 보내야 했다.
그해 12월 브루스 탐험대장은 선박수리와 물자보급을 위해 기지를 떠나 아르헨티나 부에노스아이레스로 향했다. 기지에는 기상학자 로버트 C. 모스맨 (Robert C. Mossman)이 기상관측을 위해 남았다. 윌리엄 S. 브루스는 아르헨티나 정부 측 (당시 훌리오 아르헨티노 로카 정부)에 과학기지와 관련 장비를 5,000페소에 매각하는 대신 과학연구를 계속할 수 있게 보장받기로 결심하였다. 여기에 아르헨티나 측이 지정한 인원을 탐험선에 태워 기지로 보내기로 계획하였다.
1903년 12월 브루스는 영국인 장교 윌리엄 해거드 (William Haggard)에게 본인의 구상을 처음 밝혔다. 1903년 12월 29일 해거드는 아르헨티나 외무부 장관 호세 테리 (José Terry)에게 Bruce의 제안을 비준해 달라는 서신을 보냈다. 로카 장관은 아르헨티나 국립기상청 (Oficina Meteorológica Nacional)에 해당 서신을 전달하였고 제안을 받아들이자는 회신을 받았다. 1904년 1월 2일 대통령령으로 과학기지의 설치가 승인되었다.

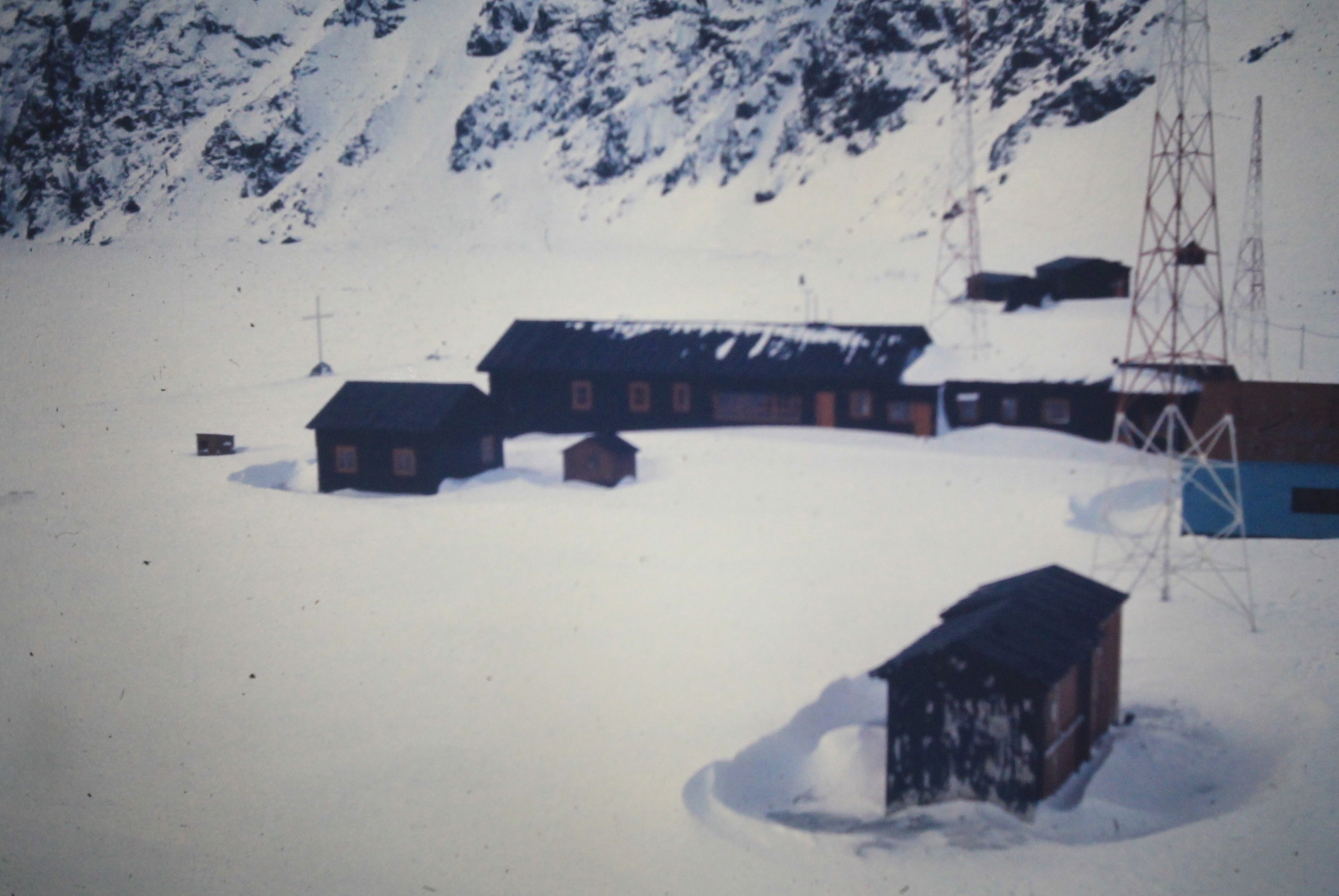
오르카다스 기지 (1970년)

1904년 1월 14일 스코샤 호 (Scotia)가 로리섬 기지에 도착하였다. 스코샤 호에는 아르헨티나 농무부 동물학부 소속 루시아노 H, 발레테 (Luciano H. Valette), 국립 기상청 소속 에드가르드 C. 츠물라 (Edgard C. Szmula), 가축부 소속 우고 아쿠냐 (Hugo Acuña)가 동행하였으며, 우고 아쿠냐는 국립 우편 전신국 사무총장 마누엘 가르시아 페르난데스(Manuel García Fernández)로부터 사우스오크니 제도의 우편국장으로 임명된 상황이었다. 종전에 기지에 남아 있던 모스맨은 탐험을 위해 윌리엄 스미스라는 요리사와 함께 다시 섬에 남았다.
1906년 아르헨티나는 사우스오크니 제도에 영구 기지를 건설할 것을 국제 사회에 통보하였다. 1906년 8월 26일 해거드는 마누엘 몬테스 데 오카 아르헨티나 외무장관에게 사우스오크니 제도는 영국령임을 강조하는 서한을 보냈다. 아르헨티나 수행원들에게 1년간의 체류 허가만 부여했다는 것이 영국 측의 입장이었다. 이에 대해 아르헨티나 정부는 "이미 다 지나간 이야기"러며 영국 측의 서한을 무시하였다.
1927년 3월 30일, 아르헨티나 해군 부사관 에밀리오 발도니(Emilio Baldoni)가 우수아이아와 무선 전신선을 구축하였는데 이는 남극대륙 최초의 무선통신 시설이다. 이때까지 오르카다스 기지는 매년 지원물자를 보급받는 것을 제외하면 외부와의 소통 수단이 전혀 없는 상태였다. 전선과 함께 어느 때든 통신 연결이 가능할 수 있는 무선국 (호출부호 LRT)이 설치되었다.
1951년 3월 3일부터는 아르헨티나 해군이 기지 인원들의 보급을 맡게 되었다. 이전까지는 아르헨티나 농업부의 지원에 의존하던 상황이었다. 1952년 12월 23일 대통령령에 따라 '오르카다스 해양 파견대' (Destacamento Naval Orcadas)의 해운 임무로서 정식 이관되었다.

## 기후

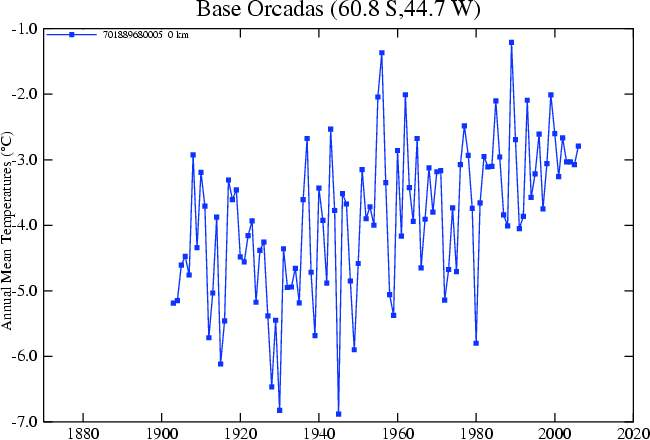
1901년~2007년 오르카다스 기지의 평균 측정기온

쾨펜의 기후 구분체계 상으로는 만년설 기후 (EF)에 매우 근접한 툰드라 기후 (ET)에 해당된다. 웨들해를 흐르는 한랭 남극순환류와 강한 서풍의 영향을 받아 남극반도 북서부의 해안지역보다 추운 기후를 형성하고 있다. 저기압이 섬을 자주 통과하여 기후에 영향을 주기 때문에 기상 여건이 해마다, 날마다 크게 달라질 수 있다.
월 평균 기온은 -9.4 °C (6월)에서 1.0 °C (2월)까지이다. 여름 평균 최고기온은 2.7 °C이며, 최저기온은 -1.1 °C이다. 겨울 평균 최고기온은 -4.9 °C, 최저기온은 -13.0 °C이다. 다만 겨울에도 가끔씩 영상으로 올라갈 수 있다. 저기압계가 기지 남쪽을 통과하면 기온이 매우 온화해지는데 현재까지 기록한 최고 기온은 1987년 측정된 15.2 °C이다. 그러나 이런 경우에는 폭풍우가 치고 구름이 많아 가시성이 떨어지게 된다. 반대로 저기압이 북쪽으로 통과하면 시야는 좋아지는 대신 춥고 건조한 날씨가 이어지는데 현재까지 기록한 최저기온은 -44.0 °C에 달했다.
안개 낀 날은 평균 110일에 달하며 자주 발생한다. 해마다의 편차는 다른 편인데, 1987년에는 안개 낀 날이 252일로 최다 횟수를 기록한 반면, 1963년에는 30일에 불과했다. 기지 자체가 일년 내내 저기압 진행 경로에 위치해 있기 때문에 특히 여름에 구름량이 많다. 12월~1월은 가장 흐린 달로, 매달 평균 흐린 날은 29일이다. 겨울철인 6월~7월에는 평균 20일만 흐린날로 기록되어 덜한 편이다. 맑은 날은 극히 드물며 5월~10월에만 볼 수 있고 이마저도 평균 1~3일에 불과하다. 결과적으로 오르카다스 기지의 연간 평균 일조 시간은 483.0시간, 즉 전체 일조량의 13.5%에 불과하며, 최저치는 9.3% (1월), 최고치는 22.5% (8월)에 불과해 지구상에서 가장 흐린 곳으로 기록되고 있다.
바람이 가장 적게 부는 달은 12월~1월로 평균 19~21km/h에 달하며, 바람이 가장 많이 부는 달은 8월~9월로 평균 기온이 25km/h 이상이다. 46km/h 이상의 강풍은 일년 내내 몰아치며, 매달 평균 20일 동안 강풍이 발생한다. 150km/h 이상의 돌풍도 가끔씩 발생한다.

연평균 강수량은 398.4mm에 달하며, 일년 내내 상당히 고르게 분포한다. 가장 습한 달은 3월, 가장 건조한 달은 6월이다. 추운 기후와 해양성 편서풍의 영향으로 인해 일년 내내 눈이 자주 내린다. 1961~1990년 기준 평균 강설일은 227일이며, 최소 강설일을 기록한 달은 2월로 평균 14일, 최다 강설일을 기록한 달은 5월로 평균 22일에 달한다.
| 오르카다스 기지 (평균치: 1991년~2020년, 최고저: 1903년~현재)의 기후                                                                                    | 오르카다스 기지 (평균치: 1991년~2020년, 최고저: 1903년~현재)의 기후 | 오르카다스 기지 (평균치: 1991년~2020년, 최고저: 1903년~현재)의 기후 | 오르카다스 기지 (평균치: 1991년~2020년, 최고저: 1903년~현재)의 기후 | 오르카다스 기지 (평균치: 1991년~2020년, 최고저: 1903년~현재)의 기후 | 오르카다스 기지 (평균치: 1991년~2020년, 최고저: 1903년~현재)의 기후 | 오르카다스 기지 (평균치: 1991년~2020년, 최고저: 1903년~현재)의 기후 | 오르카다스 기지 (평균치: 1991년~2020년, 최고저: 1903년~현재)의 기후 | 오르카다스 기지 (평균치: 1991년~2020년, 최고저: 1903년~현재)의 기후 | 오르카다스 기지 (평균치: 1991년~2020년, 최고저: 1903년~현재)의 기후 | 오르카다스 기지 (평균치: 1991년~2020년, 최고저: 1903년~현재)의 기후 | 오르카다스 기지 (평균치: 1991년~2020년, 최고저: 1903년~현재)의 기후 | 오르카다스 기지 (평균치: 1991년~2020년, 최고저: 1903년~현재)의 기후 | 오르카다스 기지 (평균치: 1991년~2020년, 최고저: 1903년~현재)의 기후 |
| 월 | 1월                                                                 | 2월                                                                 | 3월                                                                 | 4월                                                                 | 5월                                                                 | 6월                                                                 | 7월                                                                 | 8월                                                                 | 9월                                                                 | 10월                                                                | 11월                                                                | 12월                                                                | 연간                                                                |
| --- | ------------------------------------------------------------------- | ------------------------------------------------------------------- | ------------------------------------------------------------------- | ------------------------------------------------------------------- | ------------------------------------------------------------------- | ------------------------------------------------------------------- | ------------------------------------------------------------------- | ------------------------------------------------------------------- | ------------------------------------------------------------------- | ------------------------------------------------------------------- | ------------------------------------------------------------------- | ------------------------------------------------------------------- | ------------------------------------------------------------------- |
| 역대 최고 기온 °C (°F) | 12.0 (53.6)                                                         | 12.3 (54.1)                                                         | 10.9 (51.6)                                                         | 12.6 (54.7)                                                         | 8.8 (47.8)                                                          | 9.8 (49.6)                                                          | 10.0 (50.0)                                                         | 9.0 (48.2)                                                          | 10.5 (50.9)                                                         | 9.6 (49.3)                                                          | 12.6 (54.7)                                                         | 11.6 (52.9)                                                         | 12.6 (54.7)                                                         |
| 일평균 최고 기온 °C (°F) | 3.6 (38.5)                                                          | 3.4 (38.1)                                                          | 2.4 (36.3)                                                          | 0.4 (32.7)                                                          | −2.0 (28.4)                                                         | −3.9 (25.0)                                                         | −5.3 (22.5)                                                         | −4.1 (24.6)                                                         | −2.0 (28.4)                                                         | 0.6 (33.1)                                                          | 2.5 (36.5)                                                          | 3.0 (37.4)                                                          | −0.1 (31.8)                                                         |
| 일일 평균 기온 °C (°F) | 1.3 (34.3)                                                          | 1.4 (34.5)                                                          | 0.3 (32.5)                                                          | −1.8 (28.8)                                                         | −5.0 (23.0)                                                         | −7.5 (18.5)                                                         | −9.4 (15.1)                                                         | −8.1 (17.4)                                                         | −5.6 (21.9)                                                         | −2.7 (27.1)                                                         | −0.6 (30.9)                                                         | 0.5 (32.9)                                                          | −3.1 (26.4)                                                         |
| 일평균 최저 기온 °C (°F) | −0.7 (30.7)                                                         | −0.4 (31.3)                                                         | −1.6 (29.1)                                                         | −4.1 (24.6)                                                         | −8.1 (17.4)                                                         | −11.3 (11.7)                                                        | −14.1 (6.6)                                                         | −12.4 (9.7)                                                         | −9.8 (14.4)                                                         | −6.0 (21.2)                                                         | −3.2 (26.2)                                                         | −1.7 (28.9)                                                         | −6.1 (21.0)                                                         |
| 역대 최저 기온 °C (°F) | −7.7 (18.1)                                                         | −7.9 (17.8)                                                         | −14.4 (6.1)                                                         | −24.0 (−11.2)                                                       | −30.2 (−22.4)                                                       | −39.8 (−39.6)                                                       | −36.0 (−32.8)                                                       | −44.0 (−47.2)                                                       | −30.8 (−23.4)                                                       | −27.6 (−17.7)                                                       | −16.7 (1.9)                                                         | −8.7 (16.3)                                                         | −44.0 (−47.2)                                                       |
| 평균 강수량 mm (인치) | 43.9 (1.73)                                                         | 73.5 (2.89)                                                         | 73.0 (2.87)                                                         | 73.4 (2.89)                                                         | 62.6 (2.46)                                                         | 52.1 (2.05)                                                         | 44.8 (1.76)                                                         | 51.6 (2.03)                                                         | 48.0 (1.89)                                                         | 48.2 (1.90)                                                         | 44.7 (1.76)                                                         | 46.4 (1.83)                                                         | 662.2 (26.07)                                                       |
| 평균 강수일수 (≥ 0.1 mm) | 18                                                                  | 20                                                                  | 21                                                                  | 20                                                                  | 20                                                                  | 18                                                                  | 17                                                                  | 18                                                                  | 19                                                                  | 20                                                                  | 19                                                                  | 18                                                                  | 228                                                                 |
| 평균 강설일수 | 15.6                                                                | 12.9                                                                | 16.8                                                                | 18.6                                                                | 19.2                                                                | 20.5                                                                | 18.9                                                                | 19.8                                                                | 19.5                                                                | 21.5                                                                | 19.0                                                                | 19.8                                                                | 221.9                                                               |
| 평균 상대 습도 (%) | 85                                                                  | 86                                                                  | 86                                                                  | 86                                                                  | 85                                                                  | 85                                                                  | 83                                                                  | 84                                                                  | 84                                                                  | 86                                                                  | 86                                                                  | 86                                                                  | 86                                                                  |
| 평균 월간 일조시간 | 49.6                                                                | 36.8                                                                | 34.1                                                                | 24.0                                                                | 12.4                                                                | 3.0                                                                 | 6.2                                                                 | 31.0                                                                | 45.0                                                                | 52.7                                                                | 60.0                                                                | 58.9                                                                | 413.7                                                               |
| 평균 일일 일조시간 | 1.6                                                                 | 1.3                                                                 | 1.1                                                                 | 0.8                                                                 | 0.4                                                                 | 0.1                                                                 | 0.2                                                                 | 1.0                                                                 | 1.5                                                                 | 1.7                                                                 | 2.0                                                                 | 1.9                                                                 | 1.1                                                                 |
| 가능 일조율 | 9.3                                                                 | 9.8                                                                 | 9.9                                                                 | 10.1                                                                | 10.8                                                                | 15.2                                                                | 13.2                                                                | 22.5                                                                | 21.8                                                                | 17.6                                                                | 11.2                                                                | 12.0                                                                | 13.5                                                                |
| 출처 1: 아르헨티나 국립 기상연구소 (기온, 강설일, 맑은날 기준연도: 1991년~2020년, 강수일 기준연도: 1961년~1990년, 습도/일조량 기준연도: 1903년~1950년) |                                                                     |                                                                     |                                                                     |                                                                     |                                                                     |                                                                     |                                                                     |                                                                     |                                                                     |                                                                     |                                                                     |                                                                     |                                                                     |
| 출처 2: NOAA (강수량 기준연도: 1961년~1990년), Meteo Climat (최고최저기온)                                                                             |                                                                     |                                                                     |                                                                     |                                                                     |                                                                     |                                                                     |                                                                     |                                                                     |                                                                     |                                                                     |                                                                     |                                                                     |                                                                     |

## 같이 보기
- 아르헨티나령 남극
  - 아르헨티나 남극의 날
- 남극 탐험 목록
- 남극의 등대 목록
- 남극의 연구 기지 목록